# Palacios de la Valduerna
Palacios de la Valduerna ist ein nordspanischer Ort und eine Gemeinde (municipio) mit 353 Einwohnern (Stand: 2024) im Süden der Provinz León in der Autonomen Gemeinschaft Kastilien-León. Neben dem gleichnamigen Hauptort Palacios de la Valduerna gehört die Ortschaft Ribas de la Valduerna zur Gemeinde.

## Lage und Klima
Palacios de la Valduerna liegt etwa 50 Kilometer südwestlich von León in einer Höhe von etwa 795 m. Durch die Gemeinde führt die Autovía A-6. Das Klima ist gemäßigt bis warm; Regen (ca. 551 mm/Jahr) fällt überwiegend im Winterhalbjahr.

## Bevölkerungsentwicklung
| Jahr      | 1970 | 1981 | 1991 | 2001 | 2011 | 2021 |
| Einwohner | 1083 | 709  | 656  | 550  | 452  | 362  |

## Wirtschaft
An erster Stelle im Wirtschaftsleben der Gemeinde steht traditionell die ursprünglich zur Selbstversorgung betriebene Landwirtschaft. Auf den Feldern wurden Weizen, Gerste, Wein etc. kultiviert; die Hausgärten lieferten Gemüse und Kartoffeln. 

## Sehenswürdigkeiten
- Burganlage von Los Bazán
- Marienkirche
- Peterskapelle

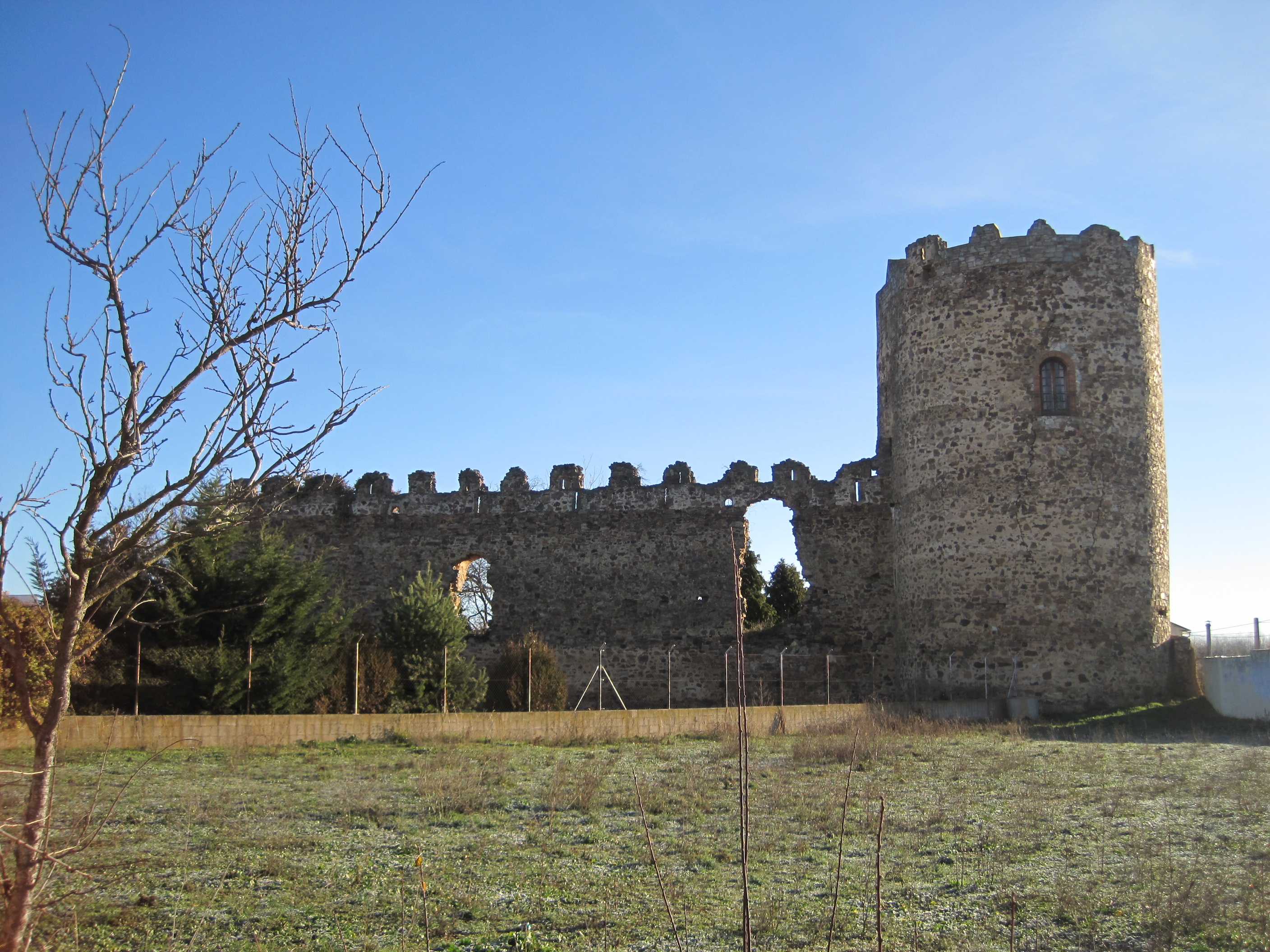
Burgruine von Los Bazán
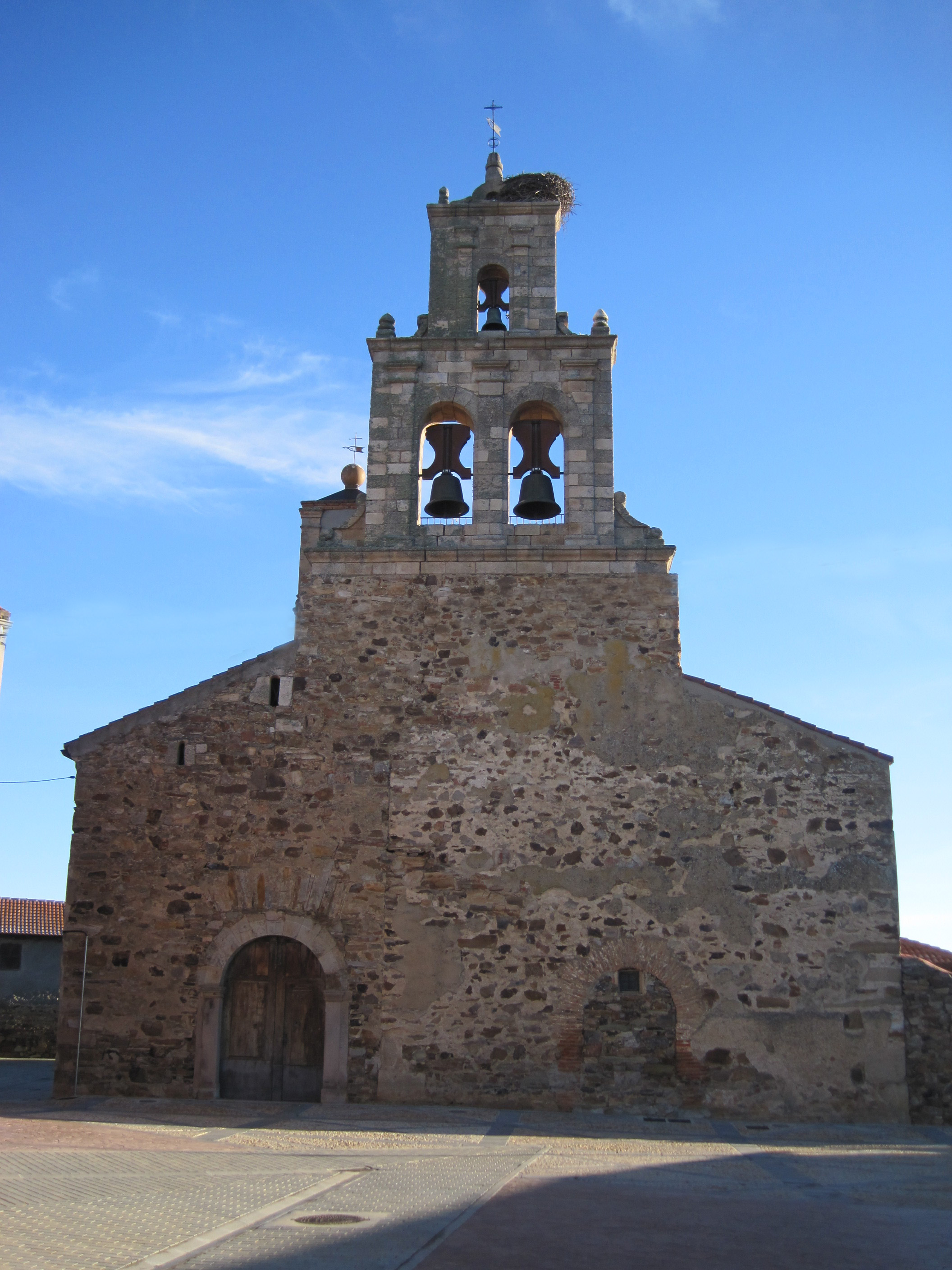
Marienkirche
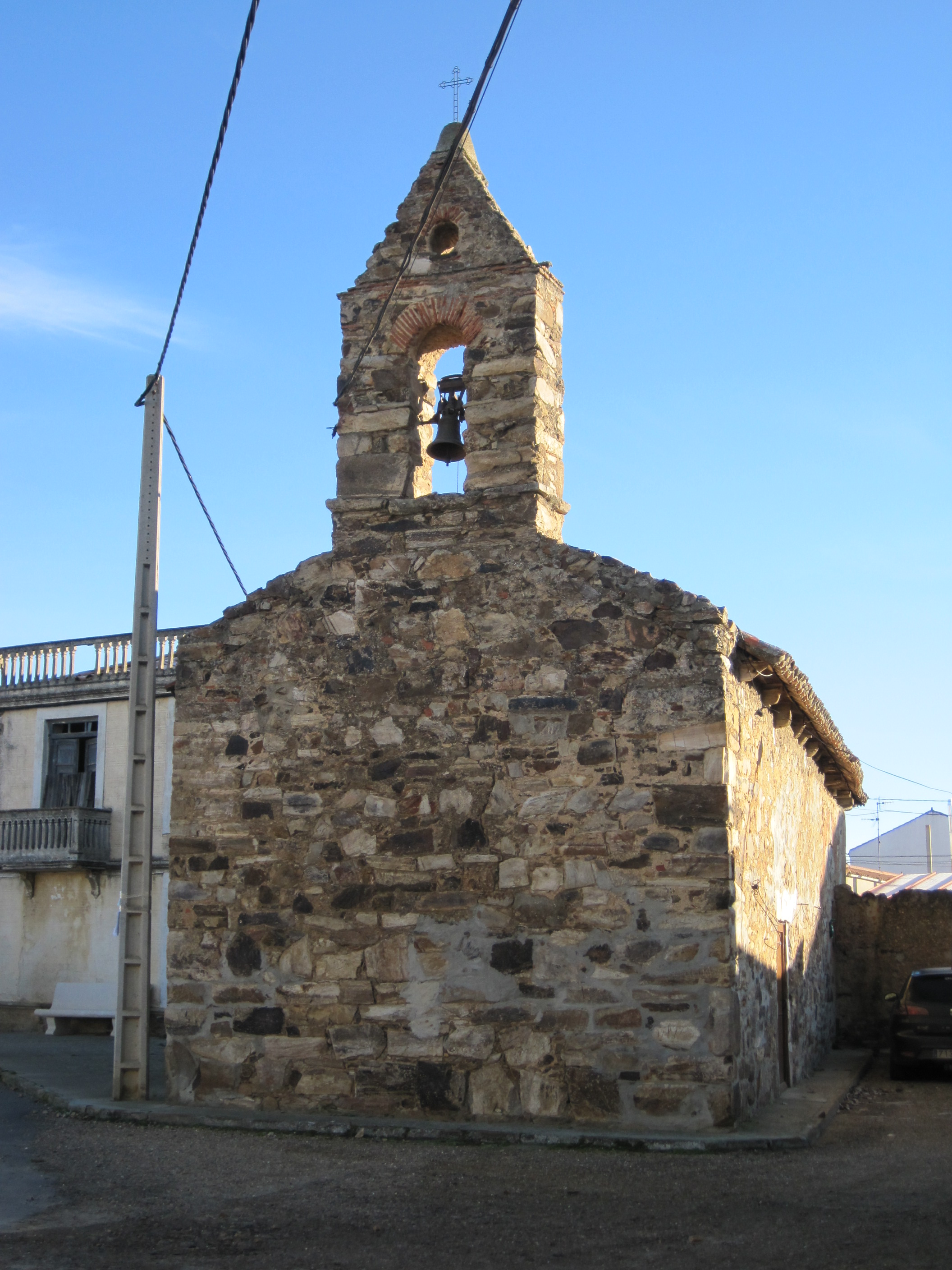
Peterskapelle
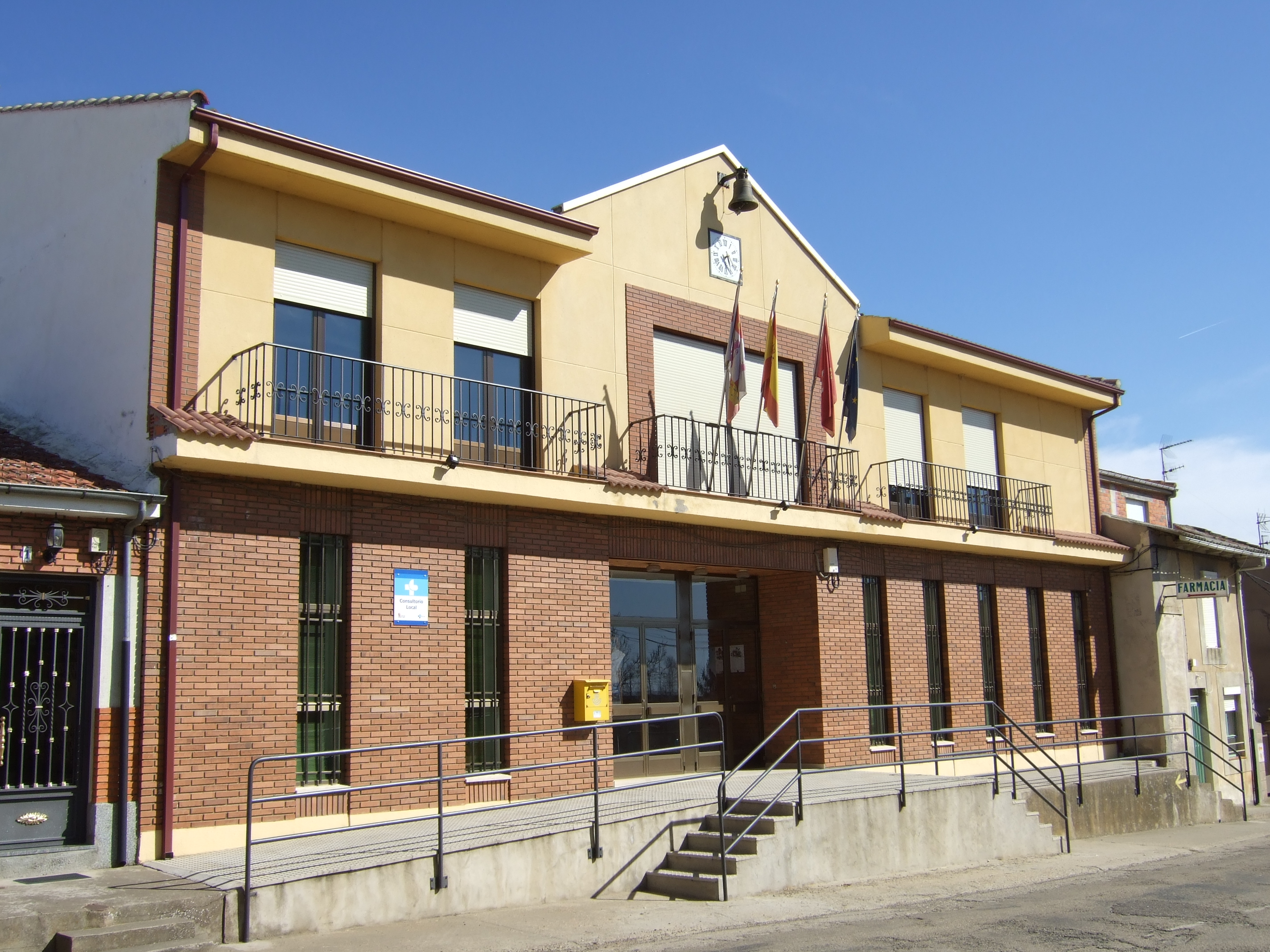
Rathaus